# Ignacio de la Carrera y Ureta
Ignacio de la Carrera y Ureta (Santiago 1703–Ibidem 1760) fue un militar y político chileno de ascendencia española; se desempeñó como corregidor de Coquimbo y del valle del Limarí; maestre de Campo; comisario general, y dueño de la estancia de San Antonio. Fue abuelo paterno de los héroes de la independencia de Chile, José Miguel, Juan José, Luis y Javiera Carrera Verdugo.
A mediados del siglo XVIII, su hermana Rosa de Carrera y Ureta contrae matrimonio con el corregidor de La Serena Marcelino Rodríguez y Guerrero, probablemente por este motivo Ignacio de la Carrera se estableció en esa ciudad. En 1741 testó soltero, en 1745 Ignacio de la Carrera se casa con Francisca Javiera Cuevas y Pérez de Valenzuela, en 1748 es nombrado Alcalde de La Serena.
A su muerte heredó a sus hijos el mineral de Tamaya Viejo. Entre ellos destacaría el militar Ignacio de la Carrera y Cuevas.